# Надо, Николя
Николя́ Надо́ (фр. Nicolas Nadeau; родился 30 сентября 1997, Монреаль) — канадский фигурист, выступающий в мужском одиночном катании. Серебряный призёр чемпионата мира среди юниоров 2016 и чемпион Канады среди юниоров 2015.
По состоянию на 11 февраля 2019 года занимает 54-е место в рейтинге Международного союза конькобежцев (ИСУ).

## Личная жизнь
Надо родился 30 сентября 1997 года в Монреале, Квебек.
У него есть три старшие сестры — Таня, Памела и Мелиса. Он любит кататься на лыжах в дополнение к фигурному катанию.

## Карьера

### Ранние годы
Надо начал учиться кататься на коньках в 2003 году. Его тренирует Yvan Desjardins с 2011 года. Конкурируя на юношеском уровне, Надо занял шестое место на чемпионате Канады среди юниоров 2013 года и четвёртое в 2014 году.

### 2014/2015
В сезоне 2014/2015 Николас дебютировал на юниорской серии Гран-при. Он занял пятое место на своем первом турнире в Айти (Япония) и десятое в Загребе (Хорватия). Он стал чемпионом страны среди юниоров на чемпионате Канады 2015 года в Кингстоне, что позволило ему впервые поехать юниорский чемпионат мира, который пройдёт в Таллине. Но на турнире его ждал провал. По итогам короткой программы канадский фигурист набрал 53,45 балла и не попал в произвольную программу, заняв лишь 25 место.

### 2015/2016
Следующий сезон Надо начал на юниорском этапе Гран-при в Риге, на котором он занял пятое место, после второго места в короткой и седьмого в произвольной программе. Затем он выиграл серебряную медаль на своем втором этапе в Загребе, финишировав на 0,38 балла позади победителя турнира Александра Самарина.
В январе 2016 года Надо занял пятое место на взрослом чемпионате Канады, тем самым он занял единственное место от Канады на чемпионате мира среди юниоров 2016 года в Дебрецене. На турнире после короткой программы Николас занимал восьмое место, а в произвольной программе он занял второе место, что позволило ему стать серебряным призёром юниорского чемпионата мира.

### 2016/2017
Начало следующего сезона Николас пропустил из-за травмы лодыжки, которая произошла во время тренировки четверного тулупа, на восстановление ушло 3 месяца.
Первым стартом сезона стал турнир серии Челленджер Golden Spin 2016, по итогам которого он занял одиннадцатое место. Это был дебют на подобных соревнованиях. На чемпионате Канады 2017 года он занял пятое место в короткой программе, третье место в произвольной программе и четвёртое место в общем зачете. В марте он принял участие на ещё одном юниорском чемпионате мира, но повторить прошлогодний успех не удалось, Николас занял лишь двенадцатое место.

### 2017/2018
Олимпийский сезон Надо начал на Nepela Trophy 2017 года, где он занял шестое место. Затем он дебютировал на взрослом этапе Гран При, выступив на домашнем этапе, где занял седьмое место. На чемпионате Канады 2018 года Надо занял девятое место и не попал на Олимпийские игры, которые проходили в Пхёнчхане.

### 2018/2019
Начав сезон на соревнованиях Finlandia Trophy 2018 года, Надо занял четвёртое место, уступив менее четырёх очков бронзовому призёру Морису Квителашвили. Надо сказал, что ему нужно поработать над выполнением одного четверного прыжка в произвольной программе. На чемпионате Канады Николас занял шестое место. По итогам турнира вошёл в заявку сборной Канады на чемпионат четырёх континентов. На дебютном чемпионате четырёх континентов занял одиннадцатое место.

## Техника катания
В отличие от большинства фигуристов, Надо прыгает и вращается по часовой стрелке.

## Программы
| Season    | Короткая программа                                           | Произвольная программа | Показательные                    |
| --------- | ------------------------------------------------------------ | --- | -------------------------------- |
| 2018—2019 | - A Wink and a Smile Гарри Конник хореография Ше-Линн Бурн   | Depeche Mode medley: - Enjoy the Silence - It's No Good - I Feel You Depeche Mode хореография Ше-Линн Бурн |                                  |
| 2017—2018 | - A Wink and a Smile Гарри Конник хореография Ше-Линн Бурн   | Элвис Пресли : - Also sprach Zarathustra Рихард Штраус - That's All Right Артур Крудап Элвис Пресли - Bridge over Troubled Water Пол Саймон Элвис Пресли - Blue Suede Shoes Carl Perkins Элвис Пресли хореография Ше-Линн Бурн | - Daniella Denmark Jonathan Roy  |
| 2016—2017 | - For Me, Formidable Шарль Азнавур хореография Ше-Линн Бурн  | Элвис Пресли : - Also sprach Zarathustra Рихард Штраус - That's All Right Артур Крудап Элвис Пресли - Bridge over Troubled Water Пол Саймон Элвис Пресли - Blue Suede Shoes Carl Perkins Элвис Пресли хореография Ше-Линн Бурн | - Je m’voyais déjà Шарль Азнавур |
| 2015—2016 | - For Me, Formidable Шарль Азнавур хореография Ше-Линн Бурн  | - Мэри Поппинс Роберт Шерман, Ричард Шерман - A Spoonful of Sugar - One Man Band - Pavement Artist - Chim Chim Cher-ee - Overture хореография Sylvain Bouillere                                                                | - Je m’voyais déjà Шарль Азнавур |
| 2014—2015 | - The Puss Suite Генри Джекман хореография Sylvain Bouillere | - Мэри Поппинс Роберт Шерман, Ричард Шерман - A Spoonful of Sugar - One Man Band - Pavement Artist - Chim Chim Cher-ee - Overture хореография Sylvain Bouillere                                                                |                                  |

## Спортивные достижения
| Соревнования/Сезон                       | 2012—2013     | 2013—2014     | 2014—2015     | 2015—2016     | 2016—2017     | 2017—2018     | 2018—2019     |
| Международные                            | Международные | Международные | Международные | Международные | Международные | Международные | Международные |
| ---------------------------------------- | ------------- | ------------- | ------------- | ------------- | ------------- | ------------- | ------------- |
| Чемпионат четырёх континентов            |               |               |               |               |               |               | 11            |
| Этапы Гран-при: Internationaux de France |               |               |               |               |               |               | WD            |
| Этапы Гран-при: Skate Canada             |               |               |               |               |               | 7             |               |
| Finlandia Trophy                         |               |               |               |               |               |               | 4             |
| CS Golden Spin                           |               |               |               |               | 11            |               |               |
| CS Nepela Trophy                         |               |               |               |               |               | 6             |               |
| Международные среди юниоров              |               |               |               |               |               |               |               |
| Чемпионаты мира                          |               |               | 25            | 2             | 12            |               |               |
| Этапы юниорского Гран-при: Хорватия      |               |               | 10            | 2             |               |               |               |
| Этапы юниорского Гран-при: Япония        |               |               | 5             |               |               |               |               |
| Этапы юниорского Гран-при: Латвия        |               |               |               | 5             |               |               |               |
| Bavarian Open                            |               |               |               |               | 1             |               |               |
| Национальные                             |               |               |               |               |               |               |               |
| Чемпионат Канады по фигурному катанию    |               |               |               | 5             | 4             | 9             | 6             |
| Чемпионат Канады среди юниоров           | 6             | 4             | 1             |               |               |               |               |
| WD = снялся                              |               |               |               |               |               |               |               |